# William Ladd (Erfinder)
William Ladd (* 1815 in Deal; † 16. April 1885) war ein Instrumentenbauer in London.
Im Alter von 14 Jahren kam er nach London und wurde ein Instrumentenbauer in der Beak Street, London, an der Ecke zur Regent St. Er war Mitglied der Royal Astronomical Society und der Royal Microscopical Society.
Er macht eine Reise durch Deutschland (1863) und erwarb von Johann Valentin Albert in Frankfurt einen Telefonapparat von Philipp Reis, mit dem er in Korrespondenz stand. In der Zeit 1872–1882 baute er einen eigenen Telefon-Transmitter.
1867 brachte er eine dynamo-elektrische Maschine heraus, mit einigen Verbesserungen gegenüber der vorherigen von Siemens, Samuel Alfred Varley und Henry Wilde. Im gleichen Jahr wurde er zum Fellow der Society erwählt.
1869 bewarb er sich als „Scientific Instrument Maker by Appointment to the Royal Institution of Great Britain“ und residierte in 11 & 12 Beak Street, Regent Street W., London. Er hatte mehrere Geschäfte in London: 11&12 Beak St (1873–83), 199 Brompton Rd. (1873–75), 1 Plough Rd., Shoreditch (1879).
1878 führte er das Wallace-Farmer-System in England ein.
Bei der Anglo-American Brush Electric Light Corporation war er seit deren Gründung (1879) Direktor, ebenso bei der Electrical Power Storage Company.
Sein Unternehmen firmiert um in W. Ladd & Co., das um 1882 von Harvey & Peak übernommen wurde. Ladd starb nach langer schwerer Krankheit.

## Belege
1. ↑   http://adsabs.harvard.edu/full/1886MNRAS..46..191. (WP unterdrückt den Punkt nach ..191)
2. ↑   harvard.edu (Memento vom 23. März 2014 im Internet Archive)
3. ↑   harvard.edu (Memento vom 23. März 2014 im Internet Archive)